# Cirque d'Estaubé
Pour les articles homonymes, voir Estaubé.
Le cirque d'Estaubé est un cirque naturel des Pyrénées dans le département des Hautes-Pyrénées. Sa ligne de crête définit en partie la frontière franco-espagnole.

## Géographie

### Topographie

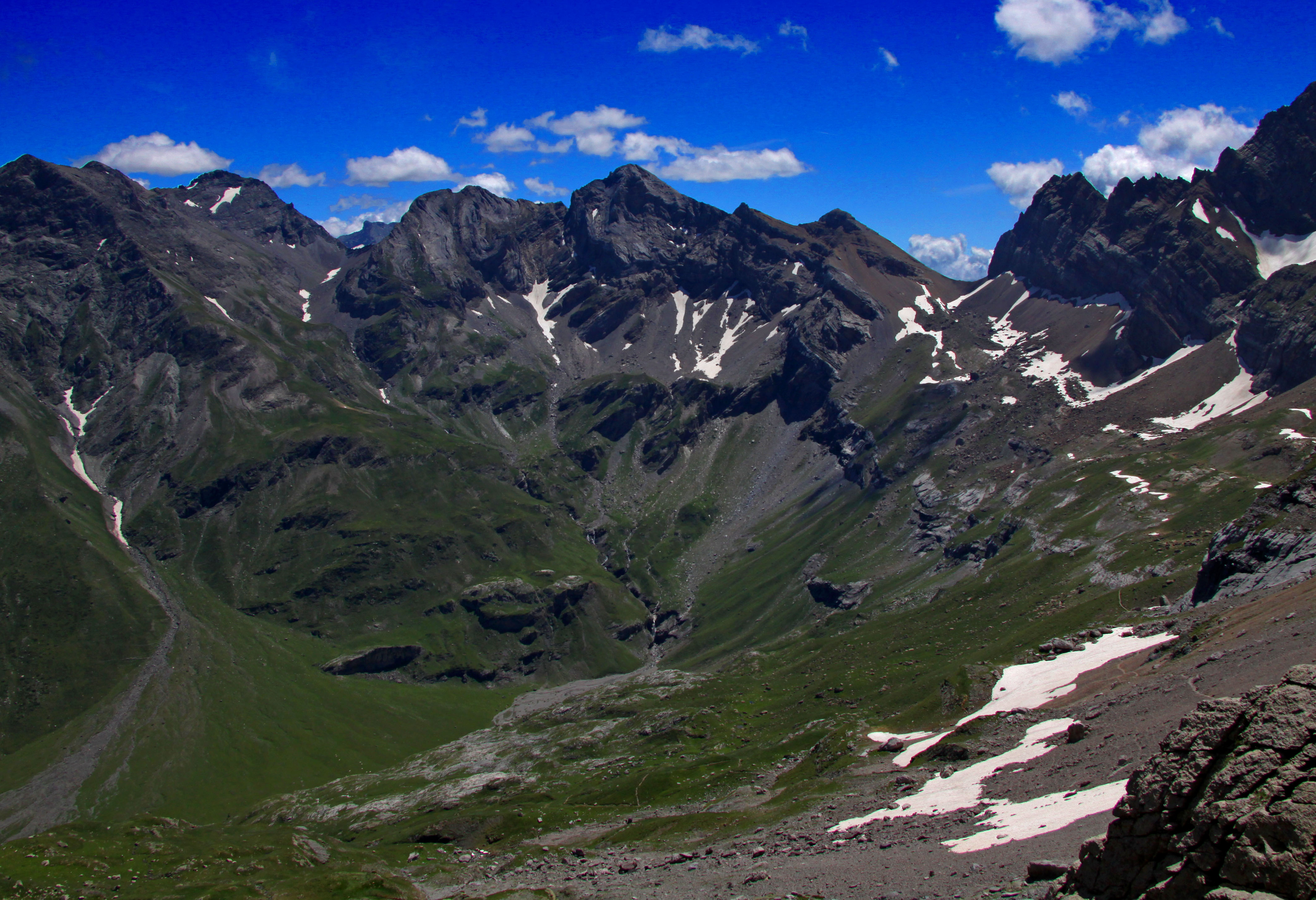
Cirque d'Estaubé depuis la Hourquette d'Alans : vue des principaux sommets.

Il protège une petite plaine, le plã d'Ailhet, au fond de la vallée d'Estaubé, enserré entre :
- à l'est : la montagne du Chourrugue avec le Mounherran (2 783 m) ;
- à l'ouest : le pouey Arrabi entre le pic du Piméné (2 801 m) et le pic Rouge de Pailla (2 780 m).

Principaux sommets de la crête :
- le pic Rouge de Pailla (2 780 m) ;
- le Grand Astazou (3 071 m) ;
- le pic de Tuquerouye ou pic de Tuquerouge (2 819 m) ;
- le pic de Pinède (2 860 m) ;
- la pointe du Forcarral (2 717 m) ;
- le pic Blanc d'Estaubé (2 828 m) ;
- le pic de la Canau (2 766 m) ;
- le soum de Port Bieil (2 846 m) ;
- les pics d'Estaubé (2 810 m).

## Protection environnementale
Le cirque fait partie d'une zone naturelle protégée, classée ZNIEFF de type 1.